# The Mechanic (1972)
The Mechanic is een thriller uit 1972 geregisseerd door Michael Winner. De hoofdrol wordt vertolkt door de toenmalig populaire filmster Charles Bronson (als Arthur Bishop). Winner en Bronson werkten samen aan meerdere filmprojecten.
Er verscheen in 2011 een gelijknamige remake.

## Verhaal
Mr. Bishop is een gesofisticeerde huurmoordenaar, ook wel een "mechanic" genoemd, die werkt in dienst van een geheime organisatie. Hij bereidt elke aanslag netjes voor en laat nooit een spoor na. Wanneer Bishop de opdracht krijgt om Harry - een oude familievriend - te elimineren, doet hij dat met dezelfde precisie en koelbloedigheid als altijd. Deze familievriend was eigenlijk een tweede vader voor Bishop geweest en dat op zich geeft hem al een zekere sympathie voor de zoon van Harry, Steve. Steve blijkt bovendien de nodige talenten én ambities te bezitten om ook het beroep van huurmoordenaar uit te oefenen. Bishop besluit zich te ontfermen over de jonge volwassene en hem alles te leren van het vak.
Wanneer de moordenaarsleerling zijn eerste opdracht mag uitvoeren aan de zijde van de meester, wordt het door Steve's toedoen een slordige klus. Bishop wordt op het matje geroepen door "De Man", een van de leiders van de geheime organisatie. Het feit dat Bishop nieuweling Steve in hun wereldje heeft binnengebracht valt niet in goede aarde en Bishop vermoedt dat er daarom een contract op zijn hoofd is gezet.
Bishops vermoeden wordt snel bevestigd wanneer de volgende opdracht een valstrik blijkt te zijn, opgezet om hem en Steve om te brengen. Het professionalisme en de intelligentie van Bishop kan hun voor een tijdje redden van de verschillende aanslagen die ze te verduren krijgen, maar de laatste valstrik zal hun beiden fataal worden daar ze eindigen met elkaar te vermoorden.

## Rolverdeling
| Acteur              | Personage       |
| ------------------- | --------------- |
| Charles Bronson     | Arthur Bishop   |
| Jan-Michael Vincent | Steve McKenna   |
| Keenan Wynn         | Harry McKenna   |
| Jill Ireland        | The Girl        |
| Frank de Kova       | The Man         |
| Takayuki Kubota     | Yamoto          |
| Enzo Fiermonte      | The Mark        |
| Celeste Yarnall     | The Mark's Girl |

## Trivia
- Tijdens de openingsscène van The Mechanic vindt er in de eerste zestien minuten geen enkele dialoog plaats (men ziet hoe huurmoordenaar Bishop een plan beraamt om een doelwit uit te schakelen).